# 子洲站
子洲站，位于中华人民共和国陕西省榆林市子洲县马蹄沟镇薛家崖村，是太中银铁路上的火车站，建于2009年，由西安铁路局韩城车务段管辖。

## 車站周邊
- 马蹄沟镇袁家砭小学
- 青银高速公路

## 歷史
- 建于2009年。

- 2023年5月，子洲县政府向西安铁路局申请，希望西安–靖边的C208/9 C210/07次动集列车（经由包西、太中银铁路运行）增加在子洲站停靠。西安局要求子洲县支付3000万元，其中1500万元直接缴付、1500万元用于土地收储；县政府认为开价高，截至10月仍在协调中。[3]

## 外部連結
- 中国铁路客户服务中心（页面存档备份，存于）